# Zámecký vrch (Křivoklátská vrchovina)

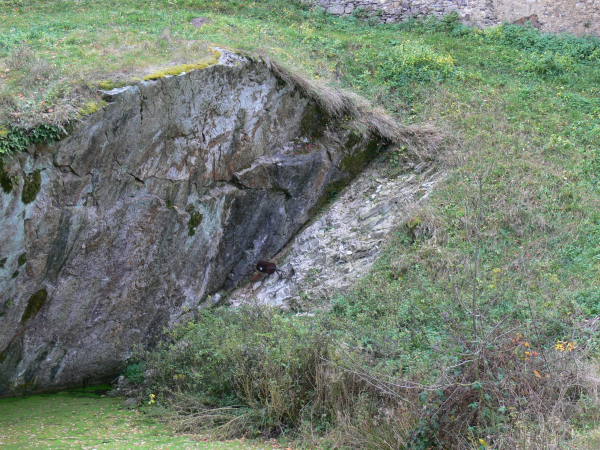
Úhlová diskordance pod hradem

Zámecký vrch je výrazný kopec, který se tyčí 2 km severně od města Žebrák, v okrese Beroun. Na Zámeckém vrchu stojí zřícenina hradu Točník. Jde o táhlý úzký hřeben, který se táhne od jihozápadu (obec Točník) k severovýchodu (obec Hředle).

## Geologické poměry
Zámecký vrch je významná geologická lokalita. Vrch je tvořen zpevněnými mořskými usazeninami. Přímo pod hradem je v jezírku, které sloužilo jako cisterna na vodu, odkryto rozhraní mezi usazeninami z období mladších starohor a staršího ordoviku. Vrstvy jsou různě ukloněné (úhlová diskordance), chybějí mezi vrstvy z období kambria, kdy moře ustoupilo a starší vrstvy podléhaly erozi a kadomskému vrásnění. Hiát mezi ústupem moře (regresí) a novým zalitím pevniny (transgresí) trval asi 70 milionů let.
U západní hradní brány je možné vidět předěl mezi vrstvami třenického a milínského souvrství ordoviku.
Starohorní vrstvy jsou tvořeny převážně břidlicemi, třenické vrstvy arkózovým pískovcem a milínské souvrství rohovcem. Ten byl použit i jako stavební kámen jak na Točníku, tak i na nedalekém Žebráku. Jedná se pravděpodobně o jediné hrady vystavěné z rohovce na rohovcové skále.

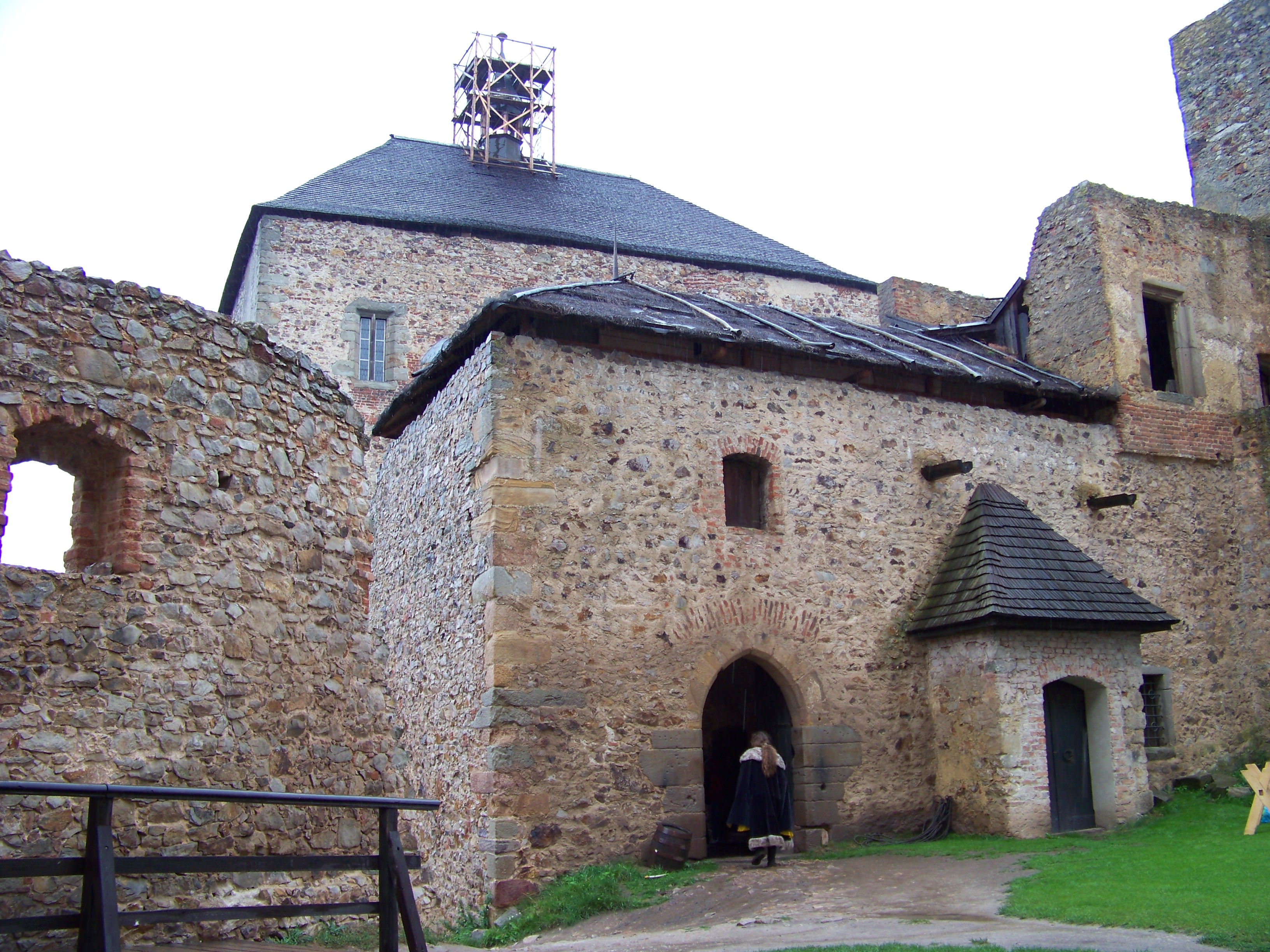
Hrad Točník

## Hrad Točník
Na jihozápadní straně kopce stojí zřícenina hradu Točník. Hrad založil Václav IV. Nyní je ve vlastnictví státu (správu zajišťuje Národní památkový ústav) a je přístupný veřejnosti. Hrad je chráněn jako kulturní památka a spolu se zříceninou Žebráku jako národní kulturní památka ČR.